# Indiai szikipacsirta
Az indiai szikipacsirta (Calandrella acutirostris) a verébalakúak (Passeriformes) rendjébe, ezen belül a pacsirtafélék (Alaudidae) családjába és a Calandrella nembe tartozó, 13-14 centiméter hosszú madárfaj. Korábban a Blanford-pacsirta (Calandrella blanfordi) alfajának tekintették, egyes rendszerezések a Calandrella cinerea alfajaként írják le. Afganisztán, Banglades, Bhután, India, Irán, Kazahsztán, Kína, Mianmar, Nepál, Pakisztán, Üzbegisztán, Tádzsikisztán és Türkmenisztán homokos, kavicsos, gyér növényzetű területein él, 1000-5000 méteres tengerszint feletti magasságon. Magokkal és rovarokkal táplálkozik. Májustól augusztusig költ. Télen a Himalájától délre eső területekre költözik.

## Alfajok
- C. a. acutirostris (Hume, 1873) – költéskor északkelet-Irán, dél-Kazahsztán, Afganisztán, Pakisztán, nyugat-Kína, télen Pakisztán, északnyugat-India;
- C. a. tibetana (W. E. Brooks, 1880) – költéskor északkelet-Pakisztán, északnyugat-India, Nepál, Kína középső részéig, télen észak-India.

## Fordítás
- Ez a szócikk részben vagy egészben  a   Hume's short-toed lark című angol Wikipédia-szócikk fordításán alapul.  Az eredeti cikk szerkesztőit annak laptörténete sorolja fel. Ez a jelzés csupán a megfogalmazás eredetét és a szerzői jogokat jelzi, nem szolgál a cikkben szereplő információk forrásmegjelöléseként.